# Gisela Dachs
Gisela Dachs (* 2. Juni 1963 in Kötzting) ist eine deutsche Publizistin, Journalistin und Sozialwissenschaftlerin in Israel. Sie ist Professorin am DAAD Center for German Studies und dem European Forum an der Hebräischen Universität von Jerusalem.

## Leben
Gisela Dachs wuchs in der Oberpfalz auf. Nach dem Abitur studierte sie an der Sorbonne in Paris Literaturwissenschaften und Philosophie. Von 1987 bis 1989 war sie Auslandsredakteurin der französischen Tageszeitung Libération. Bereits 1990 holte sie die Wochenzeitung Die Zeit ins politische Ressort nach Hamburg. 1994 ging sie als Nahost-Korrespondentin für Die Zeit nach Jerusalem, für die sie weiterhin als Autorin tätig ist. Ebenso für Zeit Online. Von 1996 bis 2002 arbeitete Gisela Dachs auch für den Zürcher Tages-Anzeiger, seit 2014 ist sie außerdem Korrespondentin der NZZ am Sonntag. Zudem ist sie regelmäßige Autorin für das jüdische Monatsmagazin Aufbau, die schweizerische jüdische Wochenzeitung tachles und Kolumnistin beim Magazin Wina.
1993 moderierte sie für den TV-Sender arte das deutsch-französische Polit-Talkformat Transit. Sie ist eine gefragte Interviewpartnerin zum Thema Nahost und Deutschland im Deutschlandfunk, Hessischen Rundfunk, Schweizer Radio (SRF) und i24news sowie Referentin für die Bundeszentrale für politische Bildung, verschiedene deutsche politische Stiftungen und das Goethe-Institut.
Von 2009 bis 2011 unterrichtete sie als Lehrbeauftragte im Fachbereich Journalismus an der Sammy Ofer School of Communications des Interdisciplinary Center Herzliya in Herzlia. Sie promovierte 2016 zum Thema „Einwandereridentitäten und Nachrichtenkonsum“ im Fachbereich Medien- und Kommunikationswissenschaften an der Universität von Tel Aviv. Seit Oktober 2016 gehörte Gisela Dachs als Senior Lecturer dem „European Forum“ und dem „DAAD Center for German Studies“ der Hebräischen Universität in Jerusalem an. Dort ist sie seit 2020 als ordentliche Professorin tätig.
Darüber hinaus ist Dachs Buchautorin, Publizistin sowie seit 2001 Herausgeberin des Jüdischen Almanachs im Auftrag des Leo Baeck Institutes. Sie lebt in Tel Aviv.
Sie ist die jüngere Schwester des Wiener Autors Robert Dachs.

## Werke
- Getrennte Welten. Israelische und palästinensische Lebensgeschichten. Lenos Verlag, Basel 1998.
- Deutsche, Israelis und Palästinenser – Ein schwieriges Verhältnis. (Hg.) Palmyra Verlag, Heidelberg, 1999.
- Jüdischer Almanach (Hg.) im Auftrag der Leo Baeck Institute, Suhrkamp Verlag, alle Bände seit 2001.
- Israel kurzgefasst. Bundeszentrale für politische Bildung, Bonn 4. Aufl. 2016.
- Länderbericht Israel, Bundeszentrale für politische Bildung (Hg.), Bonn 2016.
- Virtual Belonging(s): Transnational Media Practices among German and Austrian Immigrants in Israel. In: German Studies Review. Band 43, Nr. 3, 2020, S. 553–570, doi:10.1353/gsr.2020.0082.
- Epilog: Antisemiten, das sind die anderen. In: Anita Haviv-Horiner (Hrsg.): Antisemitism - Nothing New in Europe? Israeli Views on Antisemitism. Berghahn, New York 2021.
- mit Cécile Cohen-Blaser: Transferability of the Franco-German Model in the Israeli–Palestinian Conflict. In: Nicole Colin, Claire Demensmay (Hrsg.): Franco-German Relations Seen from Abroad. Springer, 2021, S. 121–134.
- Umbrüche. Neues und Altes aus der jüdischen Welt, Jüdischer Verlag, Berlin 2023, ISBN 978-3-633-54326-7.
- 7. Oktober. Stimmen aus Israel. Jüdischer Almanach der Leo Baeck Institute. Jüdischer Verlag, Berlin 2024, ISBN 978-3-633-54333-5.

## Wissenschaftliche Beiträge
- Israel and Europe, The Troubled Relationship: Between Perceptions and Reality (with Joel Peters) for the Israeli European Policy Network, (IEPN) Friedrich-Ebert-Stiftung, Israel, 2004.
- Soixante ans de relations germano-israéliennes, Radioscopies de l’Allemagne, Institut français des relationes internationales (Ifri), Paris, 2009.
- Deutsch-israelische Beziehungen, eine Zwischenbilanz, Münchner Beiträge zur Jüdischen Geschichte und Kultur, Lehrstuhl für jüdische Geschichte und Kultur an der Ludwig-Maximilians-Universität München, 2009.